# Gyractis excavata
Gyractis excavata is een zeeanemonensoort uit de familie Actiniidae.
Gyractis excavata is voor het eerst wetenschappelijk beschreven door Boveri in 1893.